# Johann Tinctor
Cet article concerne le théologien. Pour le musicien, voir Johannes Tinctoris.
Johann Tinctor (ou Jean Taincture), né à Tournai (Belgique) vers 1405/1410 et décédé en 1469 dans la même ville,  est un théologien de l'actuelle Belgique contributeur à l'établissement et à la croissance des principaux éléments de la nouvelle science savante de la sorcellerie démoniaque en Belgique.
Professeur, recteur et doyen de la Faculté des arts libéraux de Cologne entre 1440 à 1460, il fut aussi chanoine de la cathédrale Notre-Dame de Tournai à partir de 1456. 

## LeContra sectam Valdensium
Quelques mois après le procès de 1459 contre les Vaudois de la ville d'Arras, dit Vauderie d'Arras, Johann Tinctor rédige, vers 1460, un traité intitulé Sermo contra sectam Valdensium (Sermon contre la secte vaudoise). Ce texte est également connu sous d’autres titres :
- Speculatio in secta Valdensium (Réflexion sur la secte Vaudoise),
- Sermo de secte Vaudensium (Sermon sur la secte Vaudoise)
- Tractatus contra sectam Valdensium (Traité contre la secte  Vaudoise)[3].
- Traité du crisme de vauderie[4].

Ce traité a pour but d'expliquer la gravité du crime d'hérésie ; « descouvrir la grandeur et très execrable malice de cestui crisme » selon les mots de Johann Tinctor.